# Marino Baždarić
Marino Baždarić (25 de noviembre de 1978, Rijeka) es un exbaloncestista croata profesional entre 1995 y 2014.

## Biografía
Mide 1,97 metros, jugaba de escolta y su primer equipo en ACB fue el ViveMenorca, por quién fichó durante el verano de 2006, procedente de la KK Union Olimpija de Eslovenia después de una temporada con muchos problemas de lesiones.

### Selección nacional
Fue internacional con la Selección nacional croata en el Campeonato europeo de baloncesto de 2003, con la que jugó 3 partidos

## Clubes
- Rijeka - HKS (Croacia) - 1995/1996
- Croatia Line Rijeka - HKS (Croacia) - 1996/1999
- Sava Osiguranje Rijeka - HKS (Croacia) - 1999/2002
- KK Union Olimpija - KZS (Eslovenia) - 2002/2005
- KK Cibona VIP Zagreb - HKS A1 (Croacia) - 2005/2006
- KK Union Olimpija - KZS (Eslovenia) - marzo de 2006
- Vive Menorca - ACB (España) - 2006/2009
- KK Cedevita - A1 Liga - 2009/2014

## Estadísticas durante su carrera
| Temporada | Equipo  | Liga | PJ | MPP | PPP | RPP | APP  |
| --------- | ------- | ---- | -- | --- | --- | --- | ---- |
| 2006-07   | Menorca | ACB  | 34 | 26  | 2.4 | 1.8 | 11.4 |
| 2007-08   | Menorca | ACB  | 27 | 25  | 2.6 | 1.6 | 10.1 |
| 2008-09   | Menorca | ACB  | 25 | 25  | 3.2 | 1.4 | 10.2 |

(Leyenda: PJ= Partidos jugaods; MPP= Minutos por partido; PPP= Puntos por partido; RPP= Rebotes por partido; APP= Asistencias por partido; VPP= Valoración por partido)